# 華倫·W·史密斯
華倫·W·史密斯（英語：Warren W. Smith Jr.）是自由亞洲電台的史學研究員，也是中國對西藏政策方面的專家。他是塔夫茨大學弗萊徹法律與外交學院的博士。
其著作包括Tibetan Nation: A History of Tibetan Nationalism and Sino-Tibetan Relations（《西藏民族――西藏的民族主义与汉藏关系史》）、China’s Tibet? Autonomy or Assimilation（《中國的西藏？自治或同化》）以及Tibet's Last Stand: The Tibetan Uprising of 2008 and China's Response（《西藏的背水一戰：2008年西藏暴動與中國的回應》）等。他在《中國的西藏？自治或同化》一書中認為中國致力於移民同化西藏，而且重寫西藏歷史，以支持中國造成的西藏現狀。
國際法律家委員會於1997年出版一份關於西藏人權、法治的報告Tibet: human rights and the rule of law，他是該報告的共同作者。